# 12P/Pons-Brooks
12P/Pons-Brooks – kometa krótkookresowa należąca do rodziny komet typu Halleya. 21 kwietnia 2024 roku przeszła przez peryhelium, a przez perygeum 2 czerwca 2024 roku.

## Odkrycie i nazwa
Kometę tę odkryli astronomowie Jean-Louis Pons (21 lipca 1812) oraz William Robert Brooks (2 września 1883), który dostrzegł ją podczas ponownego zbliżenia do Słońca i udowodnił, że jest to ten sam obiekt.
W nazwie znajdują się zatem obydwa nazwiska odkrywców.

## Orbita komety
Orbita komety 12P/Pons-Brooks ma kształt bardzo wydłużonej elipsy o mimośrodzie 0,955. Jej peryhelium znajduje się w odległości 0,77 j.a., aphelium zaś 33,47 j.a. od Słońca. Jej okres obiegu wokół Słońca wynosi 70,85 roku, nachylenie do ekliptyki to wartość 74,17˚.

## Właściwości fizyczne
Jądro tej komety ma wielkość ok. kilku do kilkunastu km.